# Drapeau de Berlin
Le drapeau de Berlin représente un ours (l’ours de Berlin) sur un fond de trois bandes horizontales alternativement rouge, blanche et rouge. Il est utilisé à Berlin depuis 1911, avec des modifications stylistiques mineures. Il a flotté pour la première fois sur l’hôtel de ville de Berlin en 1913.

## Drapeau
Selon la constitution de Berlin, le drapeau est blanc et rouge avec un ours. Le rapport entre la hauteur et la largeur est de 3:5. Le drapeau est divisé en trois bandes horizontales: les deux bandes extérieures, de couleur rouge, font chacune un cinquième de la hauteur du drapeau, et la bande blanche du milieu, trois cinquièmes. La bande blanche porte, légèrement décalée vers la hampe, la figure des armoiries (sans le cadre), qui est un ours noir dressé avec des griffes et une langue rouges. 
L’ours est l’emblème de Berlin et apparait pour la première fois sur un sceau de Berlin en 1280. Avant que l’ours ne devienne l’unique symbole des armoiries, il était en concurrence avec l’aigle de Brandebourg pendant plusieurs siècles. Les couleurs rouge et blanche de Brandebourg ont été conservées, quoique Berlin n’en fasse plus partie administrativement depuis 1881.
Le drapeau du pays peut être arboré par quiconque, à condition que cela ne se fasse pas d’une manière ou dans des circonstances qui portent atteinte au prestige ou à la dignité de cet emblème.

Forme de bannière

### Histoire
Au Moyen Âge, les villes étaient tenues, en vertu de la constitution de l'armée de l'époque, de fournir des unités militaires, appelées troupes, en cas de guerre. Ces troupes portaient des fanions et des ceinturons pour distinguer l'ami de l'ennemi. Dans les villes, cependant, ces drapeaux furent de plus en plus utilisés à des fins civiles et devinrent un symbole urbain aux côtés des sceaux et des armoiries. Selon les rapports, les anciens Berlinois arboraient les couleurs noir et blanc sur leurs fanions et leurs ceinturons. Les couleurs des armoiries furent adoptées comme couleurs de la ville et, comme image spécifique de Berlin, l'ours noir apparut dans un bouclier d'argent (blanc). Alors qu'au XVIIe siècle la royauté prussienne relégua de plus en plus l'électorat brandebourgeois à l'arrière-plan, les couleurs prussiennes entrèrent en concurrence avec les couleurs berlinoises. Le fait que le noir et blanc comme couleurs de la ville soient bien plus anciens que les couleurs nationales prussiennes (les couleurs de la maison des Hohenzollern) a peu à peu disparu de la conscience populaire. 
La méconnaissance des couleurs de leur propre ville et le fait que la ville utilise les mêmes couleurs que l'État ont provoqué un malaise croissant chez les Berlinois. Le retour de Guillaume I et de sa femme Augusta du couronnement à Königsberg incita Rudolf Virchow, qui n'était pas seulement médecin, mais aussi conseiller municipal, à soumettre la demande suivante le 30 octobre 1861 : « Comme il s'est avéré, lors des demandes, qu'il existe des doutes même officiels sur les couleurs de la ville de Berlin ..., l'assemblée demande au magistrat de faire faire des recherches sur les couleurs de la ville, éventuellement de déclarer officielles les couleurs rouge et blanc portées par toutes les villes de l'ancienne ligue hanséatique ». Jusqu'au milieu du XVe siècle, Berlin était membre de la Ligue hanséatique. L'archiviste municipal Ernst Fidicina proposa les couleurs noir-rouge-blanc dans un ordre horizontal dans un rapport. Se référant à ce rapport, une communication du magistrat du Parlement municipal du 20 novembre de la même année indiquait que ces couleurs étaient les bonnes. Le 19 décembre 1861, le conseil municipal approuve cette opinion.

Drapeau de Berlin 1861–1911

Mais ils n'eurent pas beaucoup de succès avec ce drapeau non plus. Après moins de six ans, la confusion recommença. La Confédération de l'Allemagne du Nord, fondée en 1867, détermina que le noir, le blanc et le rouge étaient ses propres couleurs. Les couleurs furent adoptées par l'Empire allemand en 1871. Les Berlinois, qui n'étaient pas des experts en matière de drapeaux, mais aussi les invités, s'étonnaient de voir la ville décorée de drapeaux noir-blanc-rouge lors d'occasions festives, et de voir flotter sur l'hôtel de ville des drapeaux dont les couleurs semblaient mal ordonnées. On crut aussi souvent qu'il s'agissait du drapeau républicain des années révolutionnaires 1848-1849 et que la bande blanche inférieure n'était que la bande dorée ou jaune décolorée. Pour mettre fin à ces errances et confusions, certains préconisèrent de placer les rayures verticalement. Mais cela semblait tout à fait impossible, car seules les nations romanes telles que la France et l'Italie plaçaient leurs bandes de couleur verticalement, alors que presque tous les peuples germaniques disposaient leurs bandes de couleur horizontalement. D'autres suggérèrent de diviser le drapeau en cinq ou sept fines rayures noires, rouges et blanches.
Plus l'imbroglio se prolongeait, plus il s'aggravait. Le 15 février 1908, le magistrat demanda des informations et des propositions aux Archives royales secrètes de l'État et à l'Office royal de l'Héraldique. Cependant, les réponses des deux institutions ne furent pas particulièrement utiles. Les Archives d’État firent savoir que les armoiries étaient rouge et blanc, en raison de l’aigle rouge sur fond blanc et, après l’introduction de l’ours dans les armoiries, rouge, noir et blanc, et après le remplacement de l’aigle, noir et blanc. La composition rouge-blanc correspondrait donc à l'évolution historique des armoiries, la succession noir-rouge-blanc, habituelle depuis 1861, se rattachant en revanche à la transformation ultérieure. L'Office royal de l'Héraldique voulait également s'en tenir aux couleurs de 1861 : « très dévoués à confier ... que, si les couleurs en usage depuis près de 50 ans ont déjà donné lieu à de nombreuses erreurs et à de fréquentes conceptions auprès du magistrat, un choix arbitraire de couleurs pour mieux (plus facilement) se démarquer des couleurs de l'Empire ne produirait pas d'autre résultat ». L'Office royal de l'Héraldique suggéra également que les armoiries soient placées sur le drapeau. Une idée qui devrait se concrétiser plus tard.
Comme il n'y avait toujours pas de solution satisfaisante, le maire Kirschner chargea le président de longue date de la Brandenburgia, Société d'histoire locale de la province de Brandebourg à Berlin, et fondateur du conseil municipal du musée Märkisches, Ernst Friedel, d'élaborer de nouvelles propositions pour un drapeau de Berlin. Friedel remplaça d'abord la couleur noire par l'ours noir. Ses collègues magistrats approuvèrent immédiatement. L'arrangement des couleurs rouge et blanc fut plus difficile. Après plusieurs tentatives d'arrangement, ils parvinrent à limiter le rouge à deux bandes de largeur égale en haut et en bas d'un grand champ blanc, dans lequel l'ours défile. Le placement de la couronne murale fut l'aspect le plus difficile. Finalement, elle trouva sa place dans la bande supérieure, mais ne fut ensuite pas adoptée dans le nouveau drapeau. Le 14 juin 1911, le magistrat remplaça le drapeau noir, rouge et blanc par le nouveau drapeau de la ville avec l'ours. Le drapeau nouvellement conçu fut présenté pour la première fois le jour de l'anniversaire de l'empereur Guillaume II le 27 janvier 1913 sur la tour du rotes Rathaus, l'hôtel de ville. Cependant, les Berlinois ne purent pas voir une grande partie du drapeau, car c'était une journée sans vent. Tous les détails apparurent d'autant plus clairement lors de la deuxième levée à l'occasion de l'arrivée des jeunes mariés, le prince Ernst Auguste de Brunswick et la fille de l'empereur Victoria-Louise de Prusse, le 16 février. À la réception du prince régent Louis III de Bavière les 6 et 7 mars, le drapeau flotta sur la mairie pour la troisième fois. Le 22 août 1913, le maire Reicke signa un rapport de la députation municipale des Beaux-Arts, dans lequel on pouvait notamment lire ceci : « Dans le prolongement de la demande adressée l'année dernière par le Magistrat à la députation des Beaux-Arts pour qu'elle donne son avis sur le projet de nouveau drapeau de la ville de Berlin, la députation a recommandé l'exécution du drapeau d'après ce projet, réalisé par l'artiste peintre Professeur Döpler jr. En conséquence, cet artiste a été chargé de réaliser les dessins en couleurs grandeur nature pour l'exécution. Les premiers nouveaux drapeaux pour l'hôtel de ville ont donc été réalisés au cours de l'année ». La conception définitive du drapeau ne fut cependant pas faite, pas plus que celle des armoiries quelques années auparavant. Les raisons de cet échec furent les divergences, apparemment insurmontables, entre la municipalité, l'Association pour l'histoire de Berlin et l'Office royal de l'Héraldique. Dans les années qui suivirent, on ne s'occupa pas de la forme artistique définitive de l'ours. Lors de la création du Grand Berlin, on ne s'efforça pas non plus de créer un nouveau blason ou un nouveau drapeau.
Ce n'est que pendant la période du national-socialisme que l'on se consacra à nouveau à la thématique des armoiries et du drapeau. En 1934, Sigmund von Weech conçut un nouveau blason à l'instigation du commissaire d'État nommé par les nazis dans la capitale, Berlin, Julius Lippert. Les armoiries représentent un ours noir debout avec une langue rouge dans un bouclier blanc à deux bords rouges. L'écu est surmonté d'une couronne murale rouge stylisée. Ce blason fut placé dans le drapeau à la place de l'ours seul. Ce drapeau n'était cependant pas souvent visible pendant la période nazie, car comme dans toute l'Allemagne, les symboles nazis dominaient. 
Après la fin de la Seconde Guerre mondiale, le drapeau à l'ours fut confirmé par le premier projet de constitution du Magistrat de janvier 1946. La constitution provisoire des Alliés du 13 août 1946 stipule également : « Berlin porte le blason, le sceau et le drapeau avec l'ours », et le projet de l'assemblée municipale pour une constitution démocratique de Berlin du 22 avril 1948, dans son article 5, indique : "Berlin porte le drapeau, le blason et le sceau avec l'ours, le drapeau avec les couleurs blanc et rouge". Alors que l'on s'accordait sur l'ours comme ancien symbole de la ville, il y avait encore de grandes divergences d'opinion sur la forme à donner aux armoiries à l'ours, si bien qu'un concours fut lancé. Celui-ci fut annulé en raison de la division de Berlin et de l'Allemagne.

Drapeau national de Berlin depuis 1954

Selon l'article 23 de la Loi fondamentale de la République fédérale d'Allemagne du 23 mai 1949, le Grand Berlin était devenu un Land de la République fédérale d'Allemagne. La Loi fondamentale ne pouvait cependant s'étendre qu'à Berlin-Ouest. Berlin-Ouest confirma ce fait avec l'article 1, paragraphe II de la Constitution de Berlin de 1950.  L'ours fut également confirmé dans la constitution comme animal héraldique. Cependant, comme il n'y avait toujours pas de nouvelles armoiries et donc pas de nouveau drapeau, une autre compétition eut lieu en 1952. Bien que le design des armoiries de Richard Blank ait remporté le concours, le Sénat de Berlin mit un an avant de se prononcer. Mais la majorité des membres de la Chambre des députés de Berlin n'approuva pas le projet d'armoiries. En 1954, ils optèrent finalement pour le projet d'Ottfried Neubecker, qui reçut le deuxième prix. Les armoiries représentent un ours debout dans un bouclier d'argent, surmonté d'une couronne de feuillage or. Pour le drapeau de la ville et du pays, les armoiries de 1934 furent remplacées par l'ours du nouveau blason inspiré du drapeau de 1911. Outre le drapeau de la ville et du pays, un drapeau officiel fut également introduit. Les armoiries complètes y remplacent l'ours (voir drapeau officiel).

Drapeau Berlin-Est 1956-1990

A Berlin-Est, on ne voyait pas la nécessité d'agir davantage dans un premier temps. Conformément à la Constitution de 1949, la RDA était initialement composée de Länder, comme la République fédérale, mais ceux-ci ont ensuite été divisés en districts. Les armoiries et les drapeaux des Länder ne furent plus utilisés. Ces districts possédaient certes leurs propres armoiries, mais celles-ci n'étaient pas des emblèmes officiels, valables et ayant force de loi. Selon le règlement sur les sceaux de la RDA, les villes et les communes devaient utiliser l'emblème national de la RDA comme sceau officiel. Selon la constitution de la RDA, Berlin était la capitale. En tant que capitale, Berlin-Est a d'abord conservé les armoiries et le drapeau du Grand Berlin, mais à la fin des années 1960, seuls les emblèmes de la RDA étaient encore utilisés. Les armoiries de 1934 ont toutefois continué à être utilisées à des fins culturelles. 
Après l'introduction des nouveaux drapeaux à Berlin-Ouest en 1954, il était difficile de distinguer les drapeaux de Berlin-Est et de Berlin-Ouest lorsque le tissu du drapeau n'était pas complètement déployé. Afin d'éviter toute confusion et de ne pas avoir à introduire un nouveau drapeau, il a été décidé à Berlin-Est de n'utiliser que le drapeau officiel du Grand Berlin, dont la largeur des bandes rouges devait être réduite de moitié et celles-ci devaient être déplacées vers l'intérieur. Ce drapeau a été officiellement montré à nouveau à Berlin-Est depuis le 750e anniversaire de Berlin, des immeubles de bureaux en ont été décorés.
Après la réunification de l'Allemagne en 1990, et donc de Berlin, le drapeau de Berlin-Ouest a été adopté pour l'ensemble de la ville réunifiée et inscrit dans la constitution de 1995. Ainsi, Berlin arbore aujourd'hui le drapeau conçu en 1911, avec de légères modifications stylistiques. L'ours représenté sur le drapeau est l'ours des armoiries de Berlin et symbolise la ville, les couleurs rouge et blanc, l'ascendance de la Marche de Brandebourg.

## Drapeau officiel

Drapeau officiel général de l'État de Berlin 1954-2007

Le drapeau officiel général a été conçu comme le drapeau de l'État, seulement qu'au lieu du chiffre des armoiries, les armoiries de l'État de Berlin avec un bouclier blanc et la couronne de feuilles sont dans la bande blanche. Les bureaux de l'État de Berlin, qui effectuent principalement des tâches souveraines, ont pu placer le drapeau officiel au lieu du drapeau de l'État. Le drapeau officiel des membres du Sénat était un rectangle équilatéral blanc à bords rouges avec les armoiries nationales. Les drapeaux officiels ne pouvaient être utilisés que par la ville de Berlin et les membres du Sénat.
Les drapeaux officiels ont été introduits avec la loi sur les emblèmes nationaux de l'État de Berlin le 13 mai 1954. En juillet 2007, un projet de nouvelle version de la loi a été élaboré, le règlement de 1954 ne correspondait plus en partie aux idées. Surtout en raison du rapprochement des autorités et institutions de Berlin et de Brandebourg, comme dans l'État de Brandebourg, il ne devrait y avoir qu'un seul drapeau d'État. Pendant longtemps, les départements n'ont utilisé que le drapeau national, le drapeau officiel flottant uniquement sur la tour de la mairie jusqu'en août 2007,. Le 22 octobre 2007, les députés ont adopté la nouvelle loi sur les emblèmes de l'État de Berlin. Avec l'entrée en vigueur de la nouvelle loi, les drapeaux de service sont devenus invalides et archivés.

Drapeau officiel des membres du Sénat 1954-2007

## Marquage
Le pavoisement est réglementé par l'ordonnance sur le pavoisement. À Berlin, tous les bâtiments et parties de bâtiments utilisés par les bureaux et autres installations de l'État de Berlin et les organismes, institutions et fondations de droit public sous sa surveillance doivent être signalés, ainsi que les moyens de transport de la société de transport de Berlin. Le drapeau est hissé les jours spécifiés dans l'ordonnance ou par arrêté du Département sénatorial de l'intérieur. Les drapeaux en berne en signe de deuil le jour du souvenir des victimes du national-socialisme, le jour du Souvenir et sur ordre du Département sénatorial de l'intérieur.
Sauf ordonnance spécifique, les jours suivants seront signalés: 
a) le jour de la commémoration des victimes du national-socialisme (27 janvier), drapeau de deuil,
b) à l'anniversaire du 18 mars 1848,
c) le jour du travail (1er mai),
d) le jour de l'Europe (9 mai),
e) à l'anniversaire de la promulgation de la Loi fondamentale (23 mai),
f) à l'anniversaire du 17 juin 1953,
g) à l'anniversaire du 20 juillet 1944,
h) le jour de l'unité allemande (3 octobre),
i) le jour du deuil (deuxième dimanche avant le 1er Avent ), drapeau des funérailles,
j) le jour de l' élection du Président,
k) les jours d'élections générales (élection au Parlement européen , élection au Bundestag allemand , élection à la Chambre des représentants de Berlin et aux assemblées de district).
Le drapeau est déployé au lever du soleil mais pas avant 7h00 et est retiré au coucher du soleil. Si des drapeaux flottent sur plusieurs jours, les drapeaux doivent être rentrés au coucher du soleil et levés à nouveau le lendemain matin. Si les drapeaux sont illuminés, ils peuvent rester fixés même après le coucher du soleil. Dans le cas des drapeaux de hissage, la figure héraldique regarde toujours le mât ; dans le cas des bannières, elle est dirigée vers le drapeau fédéral .
Les bureaux de district respectifs peuvent commander des drapeaux de district pour des événements spéciaux liés au district. En plus des drapeaux fédéral et d'État, le drapeau du district peut également être défini ici. Pour les occasions spéciales ou les événements qui ne font pas partie des jours de drapeau obligatoires, des drapeaux non souverains peuvent également être fixés avec l'accord du Département sénatorial de l'intérieur. L'approbation de l'administrateur de district est requise pour les événements de district.
L'ordre des drapeaux à Berlin suit les mêmes règles que pour le gouvernement fédéral et la plupart des États fédéraux. En vue de l'édifice, le drapeau est de gauche à droite, d'abord les drapeaux nationaux, puis les drapeaux nationaux, puis le drapeau des états fédéraux, puis le quartier et ainsi de suite. À Berlin, le drapeau européen est placé à gauche , le drapeau fédéral au milieu et le drapeau de l'État à droite. S'il n'y a que deux mâts, le drapeau européen n'est pas positionné, mais il est positionné sur les deux mâts le jour de l'Europe. Si d'autres drapeaux souverains sont affichés entre les drapeaux européen et fédéral, ils doivent être placés à partir du drapeau européen dans l'ordre alphabétique du nom abrégé allemand officiel du nom de l'État étranger.

## Littérature
- Ministère fédéral de l'intérieur: armoiries et drapeaux de la République fédérale d'Allemagne et de ses États fédérés. Carl Heymanns, Bonn / Cologne / Berlin 1956.
- Hans J. Reichhardt: l'ours de Berlin. Petite histoire d'un symbole de la ville en sceau, armoiries et drapeau. Dans: Office de presse et d'information de l'État de Berlin (éd.): Berliner Forum . 2/79. Kupijai & Prochnow, Berlin 1979.
- Agence fédérale pour l'éducation civique: armoiries et drapeaux de la République fédérale d'Allemagne et de ses pays . Magdeburger Druckerei, Bonn 1994,  (ISBN 3-89331-206-4) .
- Joerg-M. Hormann, Dominik Plaschke: drapeaux allemands. Histoire, tradition, usage . Edition Maritim, Hambourg 2006,  (ISBN 978-3-89225-555-0) .